# Condado de Linn (Misuri)
El condado de Linn (en inglés: Linn County), fundado en 1837, es uno de 114 condados del estado estadounidense de Misuri. En el año 2000, el condado tenía una población de 13,754 habitantes y una densidad poblacional de 9 personas por km². La sede del condado es Chillicothe. El condado recibe su nombre en honor al Senador de Misuri Lewis F. Linn.

## Geografía
Según la Oficina del Censo, el condado tiene un área total de 1610 km² (621,6 mi²), de la cual 1607 km² (620,5 mi²) es tierra y 3 km² (1,2 mi²) (0.18%) es agua.

### Condados adyacentes
- Condado de Sullivan (norte)
- Condado de Adair (noreste)
- Condado de Macon (este)
- Condado de Chariton (sur)
- Condado de Livingston (oeste)
- Condado de Grundy (noroeste)

## Demografía
Según la Oficina del Censo en 2000, los ingresos medios por hogar en el condado eran de $28,242, y los ingresos medios por familia eran $36,134. Los hombres tenían unos ingresos medios de $25,635 frente a los $18,820 para las mujeres. La renta per cápita para el condado era de $15,378. Alrededor del 14.90% de la población estaban por debajo del umbral de pobreza.

## Transporte

### Carreteras principales
- U.S. Route 36
- Ruta 5
- Ruta 11
- Ruta 129
- Ruta 139

## Localidades
| - Brookfield - Browning | - Bucklin - Laclede | - Linneus - Marceline | - Meadville - New Boston | - Purdin - St. Catherine |

### Municipios
- Municipio de Baker
- Municipio de Benton
- Municipio de Brookfield
- Municipio de Bucklin
- Municipio de Clay
- Municipio de Enterprise
- Municipio de Grantsville
- Municipio de Jackson
- Municipio de Jefferson
- Municipio de Locust Creek
- Municipio de Marceline
- Municipio de North Salem
- Municipio de Parson Creek
- Municipio de Yellow Creek